# Руска Правда
Руска правда је најстарији зборник закона руског права који је био заједнички свим руским кнежевинама. Настао је у 11. и 12. веку. Садржи одлуке на основу обичајног права. Постоје две редакције Руске правде, кратка и опширна.
Кратка верзија од 43 параграфа која се дели на Кратку правду Јарослава и Кратку правду Јарославића. Опширна верзија има 135 параграфа.
Најстарији део Руске правде настао је између 1016. и 1036. године. Сачувана је у каснијим преписима којих има око 150.
На просторима српског говорног подручја јавила се релативно рано потреба за изучавањем древноруског права, а од модернијих и и те како вредних истраживања треба издвојити дело проф. др Драгана Николића, Древноруско словенско право.